# Jardelund
Jardelund é um município da Alemanha, localizado no distrito de Schleswig-Flensburg, no estado de Schleswig-Holstein.